# Шуклин, Иван Андрианович
Иван Андрианович Шуклин (19 февраля [3 марта] 1879, Шуклинка, Курский уезд — 1958 или 1959) — русский скульптор. Работал в России, Италии, Франции, Испании.

## Биография
Родился в семье иконописца, имел брата Григория Шуклина (1869—1947), художника-портретиста, и племянника, курского архитектора Алексея Григорьевича Шуклина (1908—1977).
Способности к рисованию обнаружил уже в раннем детстве, с 5-летнего возраста. Первоначально учился у собственного отца, затем — в Ямском начальном училище и в Курском уездном. Учась во втором классе, стал рисовать портреты своих учителей с фотографий, соблюдая портретное сходство, придавал им художественность, нежную светотень.
С 1895 года учился в Московском училище живописи, ваяния и зодчества, где за высокие успехи вскоре получил освобождение от платы за обучение. В 1901 году окончил училище с медалью и званием художника, после чего переехал в Курск, где жил и работал около двух лет.

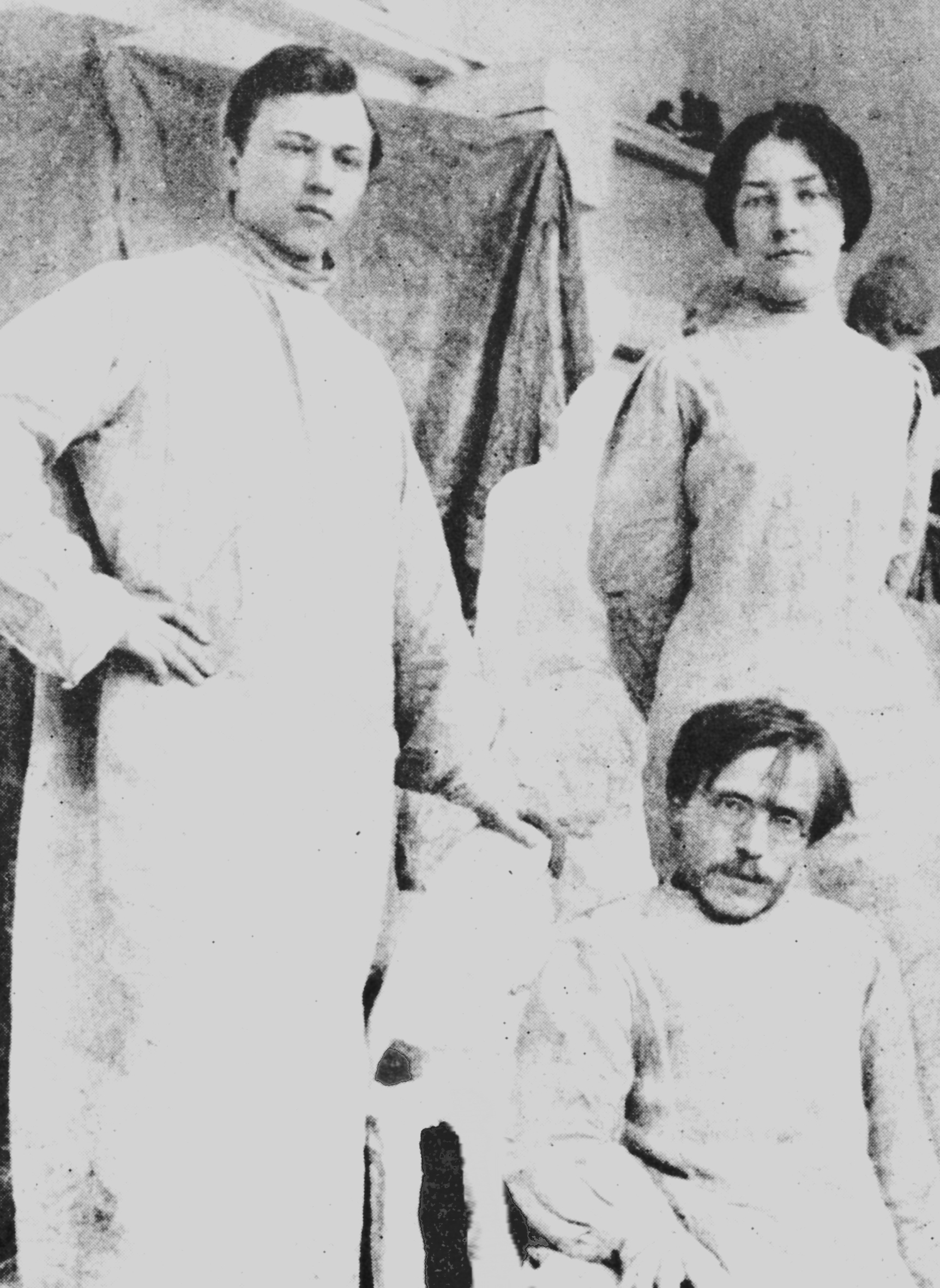
И. Шуклин, А. Матвеев и А. Брускетти в мастерской П. Трубецкого (1898)

В 1905 году поступил в Императорскую академию художеств в Петербурге, к В. А. Беклемишеву, и почти одновременно получил из Москвы уведомление о том, что удостоен стипендии для заграничной поездки за работу «Обнаженная женщина». Уехал в Италию, где год знакомился с великим художественным наследием прошлого и создавал собственные работы. Вернувшись из Италии, продолжил учёбу в академии. Дипломная работа Шуклина — «Скорбь Орфея» — получила высшую оценку, он вновь заработал пансион на заграничную поездку.

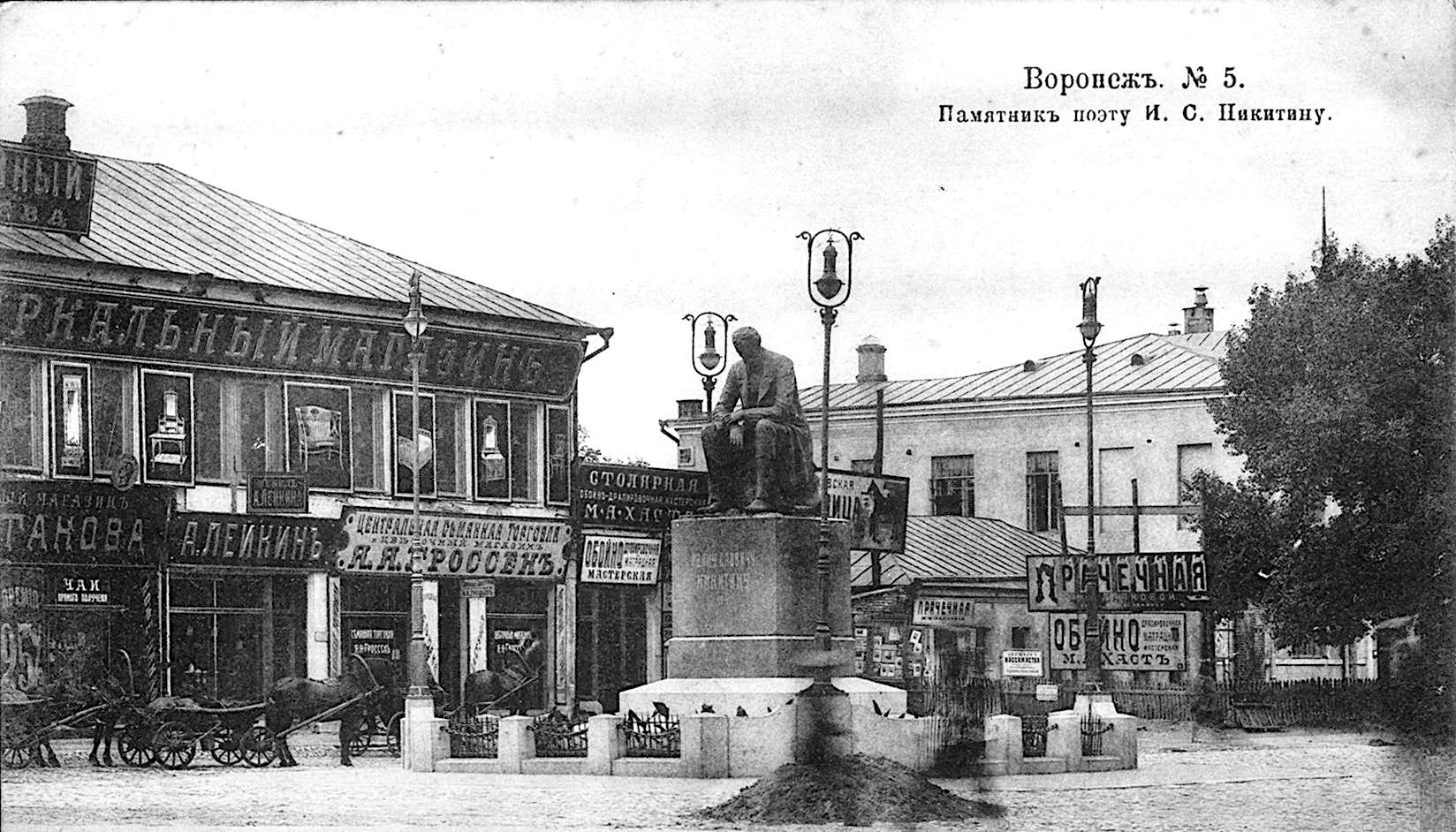
Воронеж. Площадь Никитина в 1910-е

С 1907 по 1910 год работал над памятником И. С. Никитину для Воронежа. На конкурсе в Санкт-Петербурге 23 декабря 1908 его модель получила второе место, но именно она и была выбрана Воронежской городской управой. В 1910 Шуклин в Санкт-Петербурге изготовил памятник в бронзе.
В 1911—1913 годах жил в Курске, вступил в Товарищество курских художников, работал над новыми скульптурами, рисовал, выставлялся. В ноябре 1913 он выехал во Францию, некоторое время прожил в Париже, за скульптуру «Сафо», созданную в это время Академия художеств выплатила ему ещё сумму денег на годовое пребывание за границей для продолжения совершенствования мастерства.
Первую мировую войну встретил в Париже. Он эвакуировался в Биарриц, затем около шести лет жил в Испании, после чего вернулся во Францию в Биарриц, где и провёл всю оставшуюся жизнь. Много работал по заказам состоятельных американцев, англичан, бельгийцев. Среди созданного в это время скульптуры: «Голова старого баска», «Бюст маркизы Ф.».
Вёл преподавательскую работу в средних учебных заведениях, в 1929—1931 годах выставлялся в салоне Общества французских художников.
В собрании Российской Академии художеств имеются скульптуры Шуклина: «Старик», «Человек наподобие Св. Петра», «Юноша в отчаянии».
В 1958 году Шуклин получил советский паспорт, но намерению вернуться в СССР помешала скоропостижная кончина.